# Lidgate Castle
Lidgate Castle är ett slott i Storbritannien.   Det ligger i grevskapet Suffolk och riksdelen England, i den sydöstra delen av landet, 90 km nordost om huvudstaden London. Lidgate Castle ligger 80 meter över havet.
Terrängen runt Lidgate Castle är platt. Runt Lidgate Castle är det ganska tätbefolkat, med 155 invånare per kvadratkilometer. Närmaste större samhälle är Newmarket, 9,5 km nordväst om Lidgate Castle. Trakten runt Lidgate Castle består till största delen av jordbruksmark.